# Million Dollar Wedding
Million Dollar Wedding was een televisieprogramma dat van 30 augustus tot en met 1 november 2008 werd uitgezonden op RTL 4. Het programma, dat elke zaterdag om 20.00 te zien was, werd gepresenteerd door Wendy van Dijk, bijgestaan door onder andere Mary Borsato.
In Million Dollar Wedding maakten verloofde stelletjes kans om live op televisie te trouwen op 1 november 2008. In de voorrondes moesten ze de jury, bestaande uit Mary Borsato, Jan Martens en Edina Kovats, overtuigen dat ze hét droompaar van Nederland zijn. Vanaf 20 september gingen de liveshows van start. In deze liveshows werden diverse spellen gespeeld, met als thema het huwelijk en samenwonen. Daarmee werden punten gescoord, die samen met de stemmen van de kijkers bepaalden wie er door gingen naar de volgende ronden.
Na de derde uitzending, op 13 september 2008, maakte producent Reinout Oerlemans bekend zich te gaan bemoeien met de show. De serie trok zeer lage kijkcijfers, met een dieptepunt van 412.000 kijkers. Ook presentatrice Wendy van Dijk kreeg veel kritiek. Toch ging RTL 4 door met het programma, om de vaste kijkers en de koppels niet teleur te stellen. Uiteindelijk trok de laatste aflevering, een verslag van de dag van het huwelijk, de meeste kijkers. De winnaars van het programma, Mike en Nanda, gaven elkaar het jawoord tijdens een live uitzending vanuit Hotel The Grand in Amsterdam.

## Kijkcijfers
| Datum             | Kijkcijfers     | Marktaandeel |
| ----------------- | --------------- | ------------ |
| 30 augustus 2008  | 601.000 kijkers | 14.7%        |
| 6 september 2008  | 565.000 kijkers | 11.1%        |
| 13 september 2008 | 412.000 kijkers | 7.6%         |
| 20 september 2008 | 531.000 kijkers | 9.1%         |
| 27 september 2008 | 537.000 kijkers | 9.2%         |
| 4 oktober 2008    | 458.000 kijkers | 7.6%         |
| 11 oktober 2008   | 492.000 kijkers | 7.7%         |
| 18 oktober 2008   | 436.000 kijkers | 7.1%         |
| 25 oktober 2008   | 507.000 kijkers | 7.8%         |
| 1 november 2008   | 648.000 kijkers | 10.4%        |
|                   |                 |              |
| Gemiddelde        | 518.700 kijkers | 9.2%         |